# Sad Puppies
Sad Puppies est une campagne menée entre 2013 et 2017 par un courant conservateur et anti-diversité proche de la droite américaine, pour influencer les choix des prix Hugo, la plus ancienne récompense annuelle décernée à des oeuvres de science-fiction ou de fantasy. Cette campagne n'a pas abouti. Lancée en 2013 par l'auteur Larry Correia, à la tête d'un bloc d'électeurs (en), afin d'obtenir la nomination de son roman Monster Hunter Legion, elle prend ensuite la forme de listes de suggestions (en), ou ensembles d'auteurs à nominer, sous l'impulsion de Correia en 2014 puis de Brad R. Torgersen (en) en 2015. Selon le  Los Angeles Times, les militants des Sad Puppies reprochaient au jury des Hugo de décerner des récompenses influencées par une idéologie politiquement correcte, au détriment des  hommes blancs hétérosexuels. 
Lors de la cérémonie des Hugos en 2015, la liste Sad Puppies et celle très proche  des Rabid Puppies, dirigée par Vox Day, réussissent à accaparer plusieurs catégories entières de nominations. Lors du vote final des Hugos, cependant, une seule de ces catégories, le Prix Hugo de la meilleure présentation dramatique, reçoit une récompense, les Sad Puppies ayant sélectionné des films déjà populaires. L'année suivante, la campagne Sad Puppies préfère mettre en avant les résultats de sondages d'opinion favorables, mais elle n'est pas suivie par les Rabid Puppies. La campagne remporte la nomination de deux catégories, qui ne seront pas récompensées lors du vote final. Les seuls candidats sponsorisés par les Sad Puppies à obtenir une nomination sont par ailleurs des artistes déjà populaires comme Neil Gaiman, dont le succès ne doit rien à leur soutien. La campagne Sad Puppies n'est pas réitérée en 2017, et la campagne Rabid Puppies ne rassemble qu'environ 80 à 90 membres et obtient 12 nominations. Cette année-là, les règles de nomination des Hugo ont été modifiées pour limiter le pouvoir du vote en bloc pour de petits ensembles d'œuvres. Aucune des deux campagnes n'a été menée en 2018 ou depuis cette date.

## Contexte du prix
La World Science Fiction Society (WSFS) décerne chaque année les prix Hugo aux meilleures œuvres et réalisations de science-fiction ou de fantasy de l'année précédente. Les œuvres sont éligibles pour un prix si elles ont été publiées ou traduites en anglais au cours de l'année civile précédente. Les nommés et les gagnants du prix Hugo sont choisis par les membres soutenant ou assistant à la Convention mondiale de science-fiction annuelle, ou Worldcon, et la soirée de présentation constitue son événement central. Le processus de sélection est défini dans la constitution de la WSFS comme un vote instantané avec cinq candidats par catégorie, sauf en cas d'égalité. Les prix sont répartis dans plus d'une douzaine de catégories et comprennent à la fois des œuvres écrites et dramatiques.
Pour chaque catégorie d'Hugo, la personne électrice peut donner un avis «No Award» (aucun prix) comme l'un de ses choix. Les personnes électrices sont informées qu'elles doivent le faire si elles estiment qu'une personne ou une œuvre ne mérite pas le prix, ou si elles estiment que la catégorie devrait être entièrement éliminée. Un vote «No Award» que l'électeur pense que les nommés classés plus haut que No Award sont dignes d'un Hugo dans cette catégorie, tandis que ceux classés plus bas ne le sont pas (donc un vote No Award en premier choix signifie que l'on considère que toute la liste doit être éliminée).
Pendant la période d'activité de la campagne Sad Puppies, le scrutin consistait en cinq œuvres pour chaque catégorie qui étaient les plus nommées par les membres cette année-là, sans limite du nombre d'histoires pouvant être nommées. Les nominations initiales ont été faites par les membres de janvier à mars, tandis que le vote sur le scrutin de cinq nominations a été effectué à peu près d'avril à juillet, sous réserve de modifications en fonction de la date de tenue de la Worldcon de cette année-là. Les Worldcons ont généralement lieu vers le début du mois de septembre et se déroulent chaque année dans une ville différente du monde.

## Histoire
Dans les années 2010 le goût du public de science fiction américaine se modifie et devient plus diversifié, ce qui est reflété par l'accession aux nominations au Prix Hugo en croissance pour les personnes de couleur et les femmes. En 2013 un groupe antiféministe et anti progressiste qui s'opposent à cette tendance de fond, en prétendant que les Hugos ne sont pas voués à être un centre d'action positive en faveur des idéologies de gauche. Le groupe se plaint également d'une supposée disparition des hommes de la liste des nommés. Le groupe est composé de personnalités conservatrices et de l'alt right américaine et tente de provoquer un backlash similaire à la Controverse du Gamergate,. Il est mené par des personnalités comme le romancier Larry Correia, Brad R. Torgersen et Theodore Beale (Vox Day), qui s'est fait connaitre pour son opposition au droit de vote des femmes et ses allégations racistes.
George RR Martin, critique du mouvement des Sad Puppies, a longuement écrit sur son blog pour discréditer l'idée selon laquelle des «social justice warriors» (SJW) auraient repris les attributions du prix :
Vraiment ? Vraiment ? Allez, les gars". Allez voir les bulletins de vote des Hugo des cinq ou dix dernières années. Comptez combien d'hommes ont été nommés. Comptez combien de femmes. Maintenant, comptez les écrivains noirs et les écrivains asiatiques et les écrivains de langue étrangère. Oui, oui, les choses changent. Il y a beaucoup plus de femmes et de minorités qui sont nommées qu'en 1957, disons, ou même en 1987. Mais les bulletins de vote sont toujours beaucoup plus blancs et beaucoup plus masculins que les autres. (...) Les chiots tristes n'ont jamais eu besoin de "reprendre" les Hugos (...)Les féministes, les minorités, les cliques littéraires et les guerriers de la justice sociale ne les ont jamais pris en premier lieu.

### Campagne de 2013
Correia a lancé la première campagne Sad Puppies en 2013, lorsqu'il a mentionné sur son blog que l'une de ses œuvres, Monster Hunter Legion, était éligible pour le prix Hugo du meilleur roman cette année-là[ source non primaire nécessaire ] . Le nom de la campagne provient d'une publicité de la SPCA mettant en vedette Sarah McLachlan et d'une blague attribuant la tristesse d'un chiot à «des récompenses ennuyeuses de message-fiction». La première campagne s'est concentrée principalement sur la nomination de Monster Hunter Legion.
Cette première campagne a échoué : à 101 nominations, Monster Hunter Legion était à 17 nominations de moins que le dernier scrutin.

### Campagne 2014
La deuxième campagne a débuté en janvier 2014. Sept des douze nommés de 2014 se sont rendus au scrutin final, dans sept catégories, dont Warbound de Correia .
L'un des sept nommés - Toni Weisskopf pour la catégorie Meilleur rédacteur professionnel (format long) - a terminé au-dessus de la dernière place. Warbound a terminé à la cinquième (dernière) place. L'un des nommés, la nouvelle Opera Vita Aeterna, a été classé en dessous de la section «aucun prix» pour la catégorie, se classant ainsi sixième sur cinq,.

### Campagne de 2015

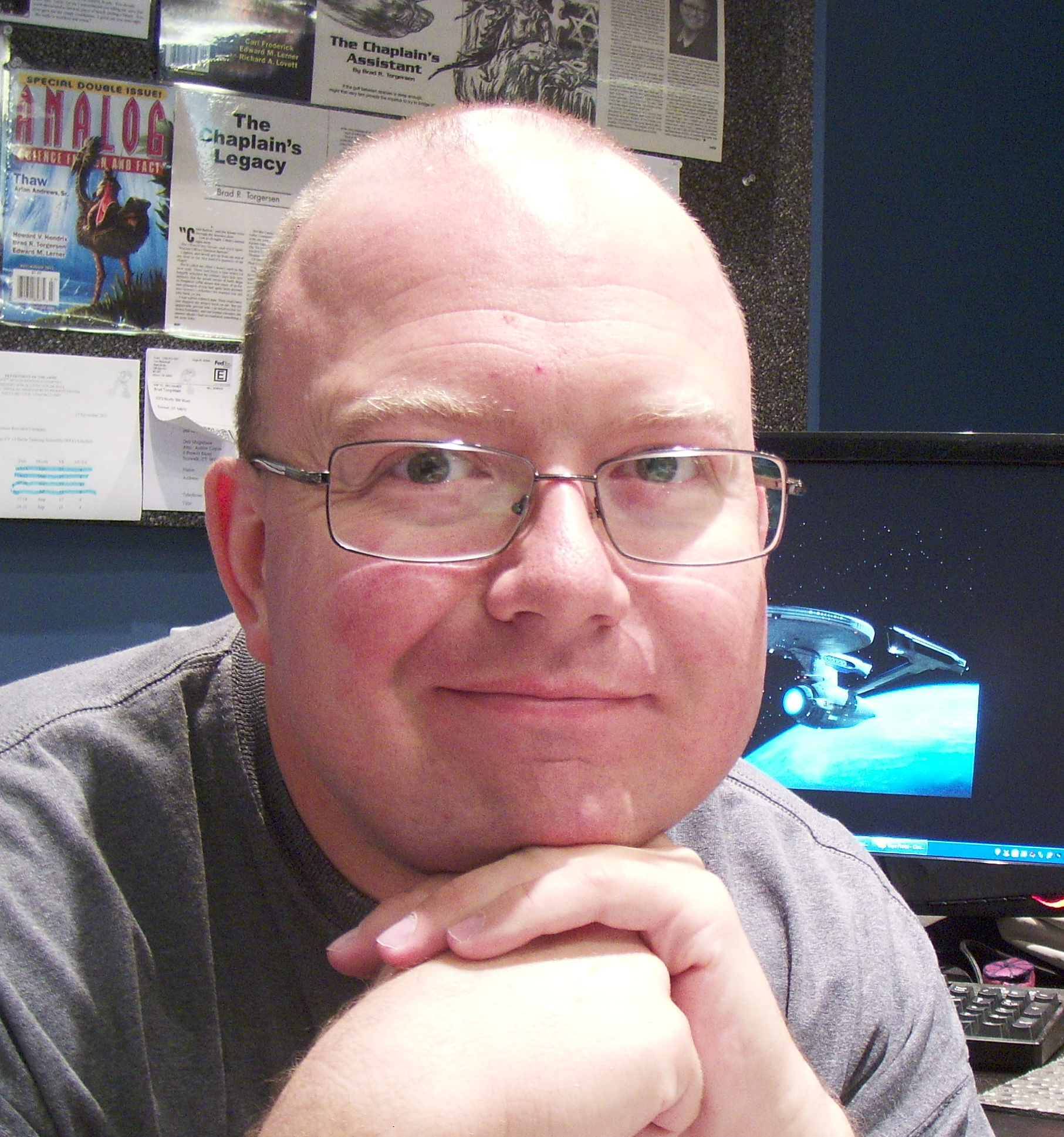
Brad R. Torgersen a mené la campagne en 2015

Brad R. Torgersen a repris la troisième campagne, annonçant une liste le 1er février 2015. Torgersen a fait valoir que les œuvres populaires étaient souvent injustement ignorées par les électeurs des prix Hugo au profit d'œuvres plus littéraires ou d'histoires aux thèmes politiques progressistes,,. Les nommés de la liste étaient principalement des hommes mais comprenaient des femmes et des nommés de diverses origines raciales.
Une deuxième liste, les Rabid Puppies, a été annoncée un jour plus tard par, Theodore Beale qui utilise le pseudo Vox Day (auteur de Opera Vita Aeterna), reprenant la plupart des éléments de la liste Sad Puppies en ajoutant des œuvres supplémentaires pour former une liste similaire mais pas complètement superposée. Alors que la listte Sad Puppies était répertoriée comme recommandations, Day a explicitement demandé à ses partisans de nommer la liste telle quelle.
Chaque liste a présenté un bloc de vote similaire qui a fini par dominer le scrutin,. La liste Rabid Puppies a placé avec succès 58 de ses 67 candidats sur le bulletin de vote. Deux des nominations étaient pour Day lui-même et onze étaient pour des travaux publiés par son petit éditeur finlandais Castalia House où Day est rédacteur en chef.
Les campagnes ont déclenché une controverse parmi les fans et les auteurs,,, avec au moins six candidats rejetant leur nomination à la fois avant et, pour la première fois, après la publication du scrutin,,,. De nombreuses personnes ont préconisé des votes No Award, et Connie Willis, lauréate de plusieurs Hugo, a refusé de présenter les prix. La directrice créative de Tor Books, Irene Gallo, sur sa page Facebook personnelle, a décrit les Sad Puppies et Rabid Puppies comme étant « sans remords, racistes, misogynes et homophobes » et « d'extrême droite à néonazis (...) respectivement », bien qu'elle ait précisé que ce n'était pas la position officielle de Tor Books,.
Divers médias ont rapporté que les deux campagnes ont déclaré qu'elles étaient une réaction aux nommés et aux gagnants «de niche, universitaires, ouvertement [gauchistes]» par opposition à «un prix d'action positive» qui préférait les auteurs et personnages féminins et non blancs,. Les listes ont été qualifiées d'« aile droite » de « contrecoup orchestré »  par un « groupe de Blancs », et des liens et des parallèles ont été tracés avec la polémique du Gamergate,. George RR Martin a appelé la controverse « Puppygate ». La faction Rabid Puppies a été décrite comme membre ou sympathisante du mouvement politique de l'alt-right. Le journaliste conservateur David French, qui a soutenu la campagne, a qualifié les réponses négatives de « gauchistes » et de « diffamatoires ».
Au total, 51 des 60 recommandations de Sad Puppy et 58 des 67 recommandations de Rabid Puppy ont rejoint le vote final. Dans cinq catégories, Meilleur travail connexe, Meilleure histoire courte, Meilleur roman, Meilleur éditeur (forme courte) et "Meilleur éditeur (forme longue), les nominations étaient entièrement composées de nommés Puppy.
Tous les nommés dans les catégories Puppy ont été classés en dessous de No Award, et donc aucun Hugo n'a été attribué dans ces catégories. Dans toutes les autres catégories sauf Meilleure présentation dramatique, forme longue - c'est-à-dire dans les catégories Meilleur écrivain de fan, Meilleur fancast, Meilleur fanzine, Meilleur semiprozine, Meilleur artiste professionnel, "Meilleur histoire graphique, Best Novelette et Meilleur roman - tous les nommés Puppy ont été classés en dessous de No Award; ce fut également le cas pour le prix John W. Campbell du meilleur nouvel écrivain. La seule œuvre gagnante à apparaitre sur une ardoise Puppy était le film Les Gardiens de la Galaxie,.
Finalement la campagne des Sad Puppies se révèle infructueuse, les fans rejettent massivement l'initiative.

### Campagne de 2016
En mars 2015, l'autrice Kate Paulk a annoncé qu'elle organiserait la quatrième campagne Sad Puppies. Encore une fois, Vox Day a dressé une liste pour Rabid Puppies (chiots enragés en français).
Là encore, certains des auteurs nommés sur les deux listes ont demandé à être retirés, comme Alastair Reynolds pour son roman Slow Bullets, mais n'ont pas été retirés.
Les nommés ont été annoncés en avril 2016, plusieurs nommés des deux groupes figurant sur la liste, bien que moins nombreux que l'année précédente. 64 des 81 nominations Rabid Puppy figuraient sur la liste finale. John Scalzi a déclaré dans un article du Los Angeles Times que le changement de processus pour la liste Sad Puppy 4, ainsi que le chevauchement plus important des deux listes avec des œuvres plus généralement populaires, signifiaient que de nombreuses œuvres sur le scrutin final telles que ceux des précédents gagnants Neil Gaiman et Neal Stephenson ne devaient probablement pas une grande partie de leur succès au stade de la nomination à leur présence sur les listes Puppy.
Pour le scrutin final Hugo, trois des finalistes du meilleur roman figuraient sur les listes de recommandations de Sad Puppies, cinq finalistes de la meilleure nouvelle, deux pour le meilleur écrivain de fans et quatre pour la meilleure présentation dramatique de longue durée.
Lors du vote final, les éléments de la liste de recommandations de Sad Puppies ont remporté les catégories de fiction Best Novella (Nnedi Okorafor), Best Novelette (Hao Jingfang) et Best Short Story (Naomi Kritzer). Les éléments sur la liste de Rabid Puppies ont gagné uniquement dans la catégorie Best Novelette. The Guardian a décrit les résultats du vote final comme une défaite pour les Rabid and Sad Puppies; dans deux catégories, les résultats étaient «Aucun prix» - Meilleur fancast et Meilleur travail connexe - tandis que les gagnants restants étaient soit supposés ne pas figurer sur les listes de recommandations des listes Sad Puppies, soit largement considérés, comme Gaiman, comme sans lien avec les groupes.

### Campagne de 2017
Un changement dans le processus de nomination des prix Hugo à partir de 2017 a été mis en œuvre pour réduire le pouvoir du vote « en bloc ».
Pour les prix Hugo 2017, bien que Sarah Hoyt ait été annoncée pour la direction de la 5ème campagne Sad Puppies ainsi qu'une liste de recommandations, aucune campagne n'a eu lieu.